# Roberto Hernández (lekkoatleta)
Roberto Hernández Prendes (ur. 6 marca 1967 we Floridzie, zm. 5 lipca 2021 w Hawanie) – kubański lekkoatleta specjalizujący się w biegach sprinterskich, dwukrotny uczestnik letnich igrzysk olimpijskich (Barcelona 1992, Atlanta 1996), wicemistrz olimpijski z Barcelony w biegu sztafetowym 4 × 400 metrów.

## Sukcesy sportowe
- mistrz Kuby w biegu na 200 m – 1988
- pięciokrotny mistrz Kuby w biegu na 400 m – 1987, 1988, 1990, 1991, 1992[3]

| Rok  | Miasto       | Zawody                                   | Konkurencja                                    | Wynik                     |
| ---- | ------------ | ---------------------------------------- | ---------------------------------------------- | ------------------------- |
| 1985 | Kobe         | letnia uniwersjada                       | sztafeta 4 × 400 m bieg na 400 m               | złoty medal srebrny medal |
| 1986 | Ateny        | mistrzostwa świata juniorów              | sztafeta 4 × 400 m bieg na 400 m               | srebrny medal             |
| 1987 | Indianapolis | halowe mistrzostwa świata                | bieg na 400 m                                  | srebrny medal             |
| 1987 | Rzym         | mistrzostwa świata                       | sztafeta 4 × 400 m bieg na 400 m               | brązowy medal 4. miejsce  |
| 1987 | Indianapolis | igrzyska panamerykańskie                 | bieg na 400 m                                  | brązowy medal             |
| 1989 | San Juan     | mistrzostwa Ameryki Środkowej i Karaibów | bieg na 400 m                                  | złoty medal               |
| 1989 | Duisburg     | letnia uniwersjada                       | bieg na 400 m                                  | złoty medal               |
| 1990 | Meksyk       | mistrzostwa Ameryki Środkowej i Karaibów | bieg na 200 m bieg na 400 m sztafeta 4 × 400 m | złoty medal brązowy medal |
| 1991 | Hawana       | igrzyska panamerykańskie                 | bieg na 400 m                                  | złoty medal               |
| 1991 | Tokio        | mistrzostwa świata                       | bieg na 400 m                                  | 4. miejsce                |
| 1992 | Barcelona    | letnie igrzyska olimpijskie              | sztafeta 4 × 400 m bieg na 400 m               | srebrny medal 5. miejsce  |
| 1993 | Stuttgart    | mistrzostwa świata                       | sztafeta 4 × 400 m                             | 6. miejsce                |

## Rekordy życiowe
- bieg na 200 metrów – 20,34 – Hawana 12/05/1990
- bieg na 300 metrów – 31,48 – Jerez de la Frontera 03/09/1990 (były rekord świata)
- bieg na 400 metrów – 44,14 – Sewilla 30/05/1990 (rekord Ameryki Środkowej)
- bieg na 400 m (hala) – 46,09 – Indianapolis 07/03/1987 (rekord Kuby)